# ノーザンテリトリー
ノーザンテリトリー（英: Northern Territory、略号：NT）は、オーストラリア北部の準州。人口は約25万人。首府はダーウィン。北部準州、北部特別地域ともいう。

## 歴史
現在のノーザンテリトリーは元々、ニューサウスウェールズ植民地の一部であったが、全く放置されていた。1863年、南オーストラリア植民地がこの地域の編入を申請し認められた。南オーストラリアは日本人を入植させる計画であったがうまく行かず、結局1911年に連邦政府に返還した。以後、連邦政府の直轄地となる。第二次世界大戦中は軍政が敷かれ、1942年から1943年にかけて首府ダーウィンが繰り返し日本軍の爆撃を受けた。1978年に連邦政府から準州の地位を認められ、自治権を獲得した。

## 地理
北端部（トップエンド）はアラフラ海とティモール海に面し、沖合いには多くの島嶼が浮かぶ。西は西オーストラリア州、南は南オーストラリア州、東はクイーンズランド州と接する。州の北部はおおむね平坦地であるが、南部にはマクドネル山脈（最高所1,510m）と呼ばれる山塊が広がる。気候は北部海岸付近が熱帯性気候であり、内陸部は砂漠気候である。
面積は142万km2で日本の3.6倍である。
同州の標準時（中部オーストラリア標準時：（A）CST）はUTC+9:30である。夏時間は採用されていない。

### 国立公園
- アーネムランド
- ウルル=カタ・ジュタ国立公園
- カカドゥ国立公園
- カタ・ジュタ
- タナミ砂漠
- ニトミルク国立公園

## 主要都市
| 都市名               | 人口      | 備考                                             |
| -------------------- | --------- | ------------------------------------------------ |
| ダーウィン           | 148,000人 | 北部の港湾都市、準州首府                         |
| パーマストン         | 34,000人  | ダーウィン近郊の都市                             |
| アリススプリングス   | 28,000人  | 準州南部の中心都市                               |
| キャサリン           | 7,500人   | ダーウィンの320km南                              |
| ハワードスプリングス | 5,100人   | リッチフィールドにある町                         |
| ハンプティドゥ       | 4,400人   | リッチフィールドにある町                         |
| ローベリー           | 4,200人   | パーマストン近郊の町                             |
| ヌーランビル         | 3,900人   | ゴーブ半島の港町                                 |
| テナントクリーク     | 3,800人   | ノーザンテリトリー中央部のバークリー地域にある町 |

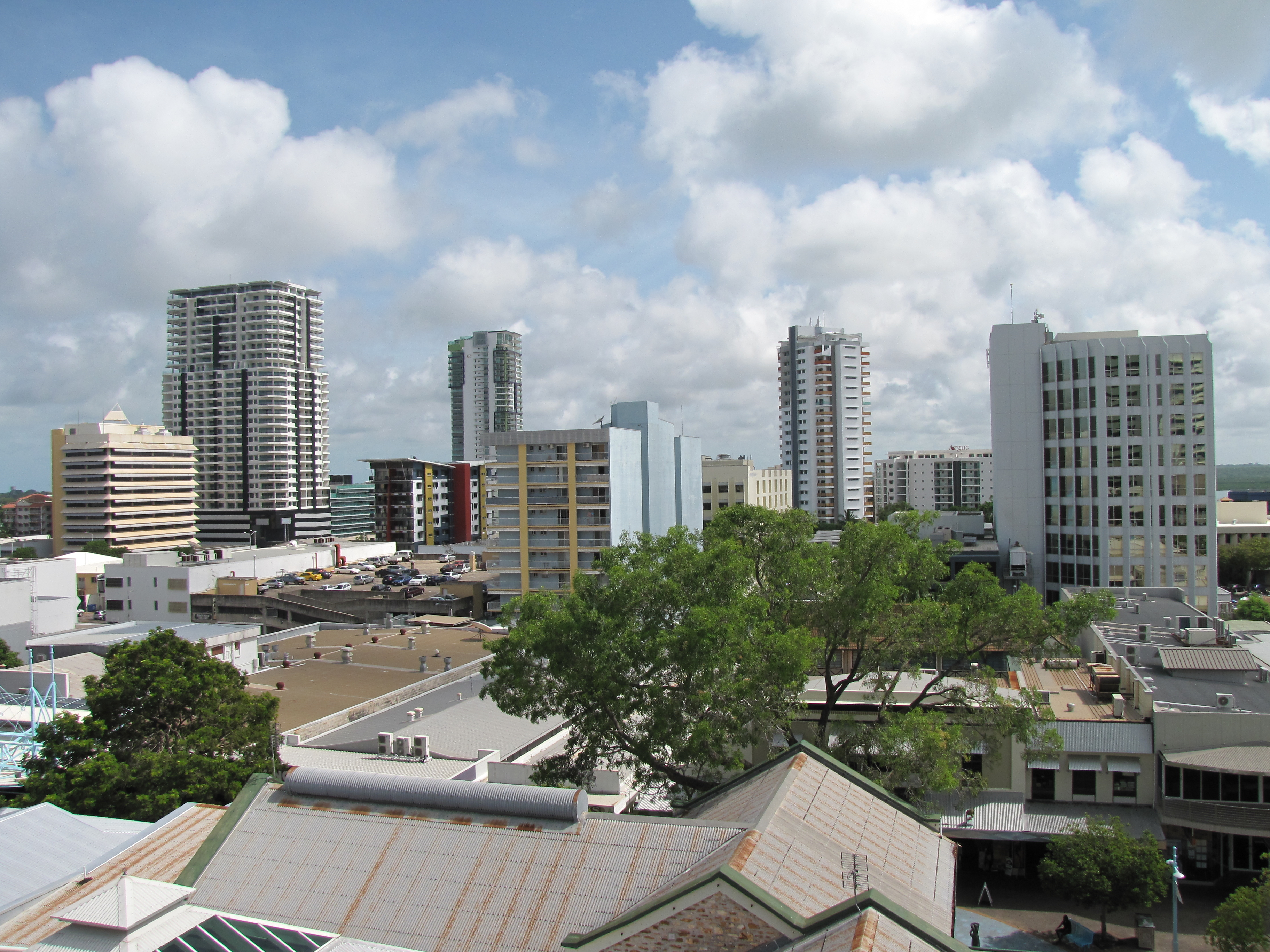
ダーウィン
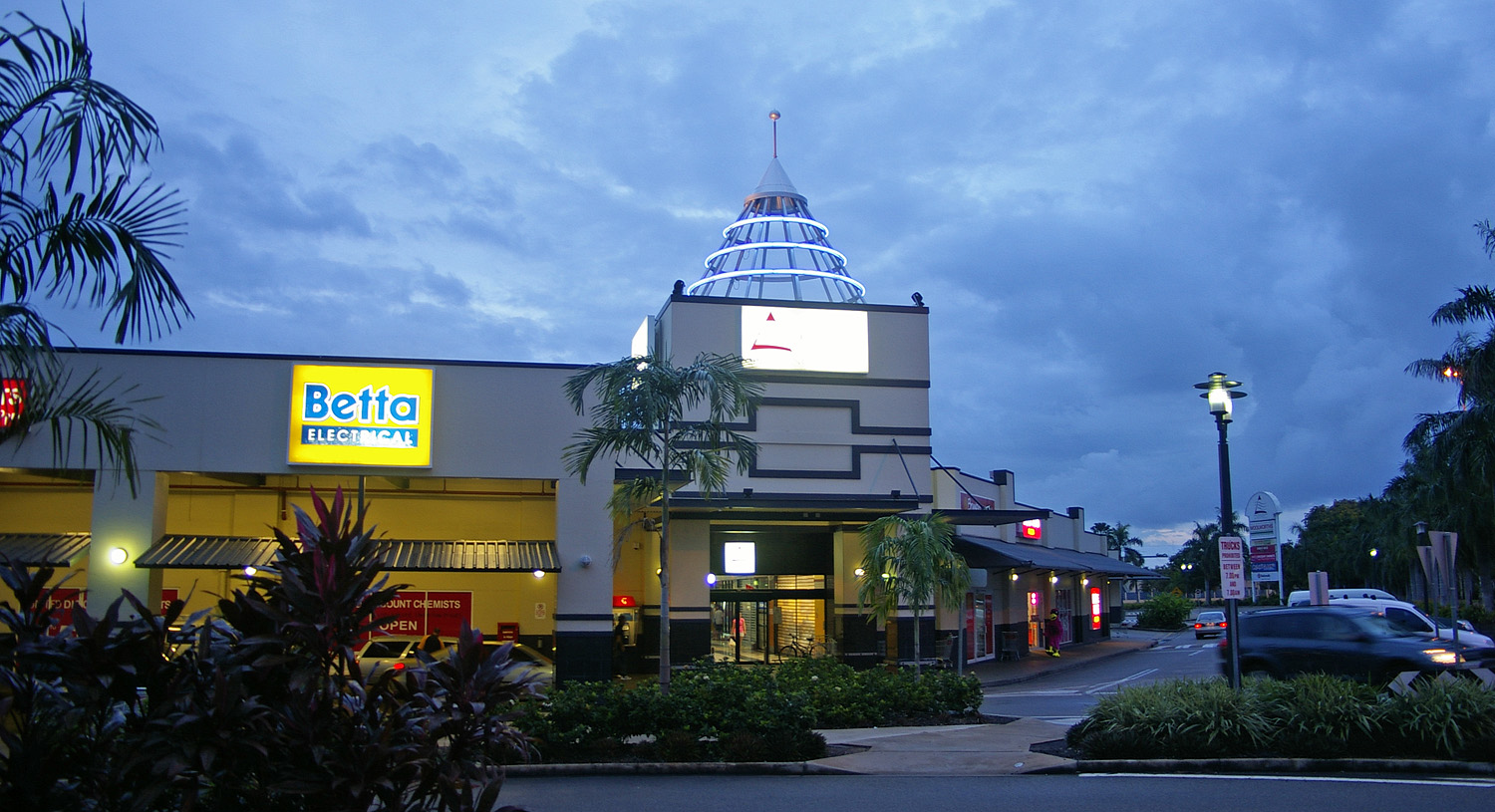
パーマストン（英語版）
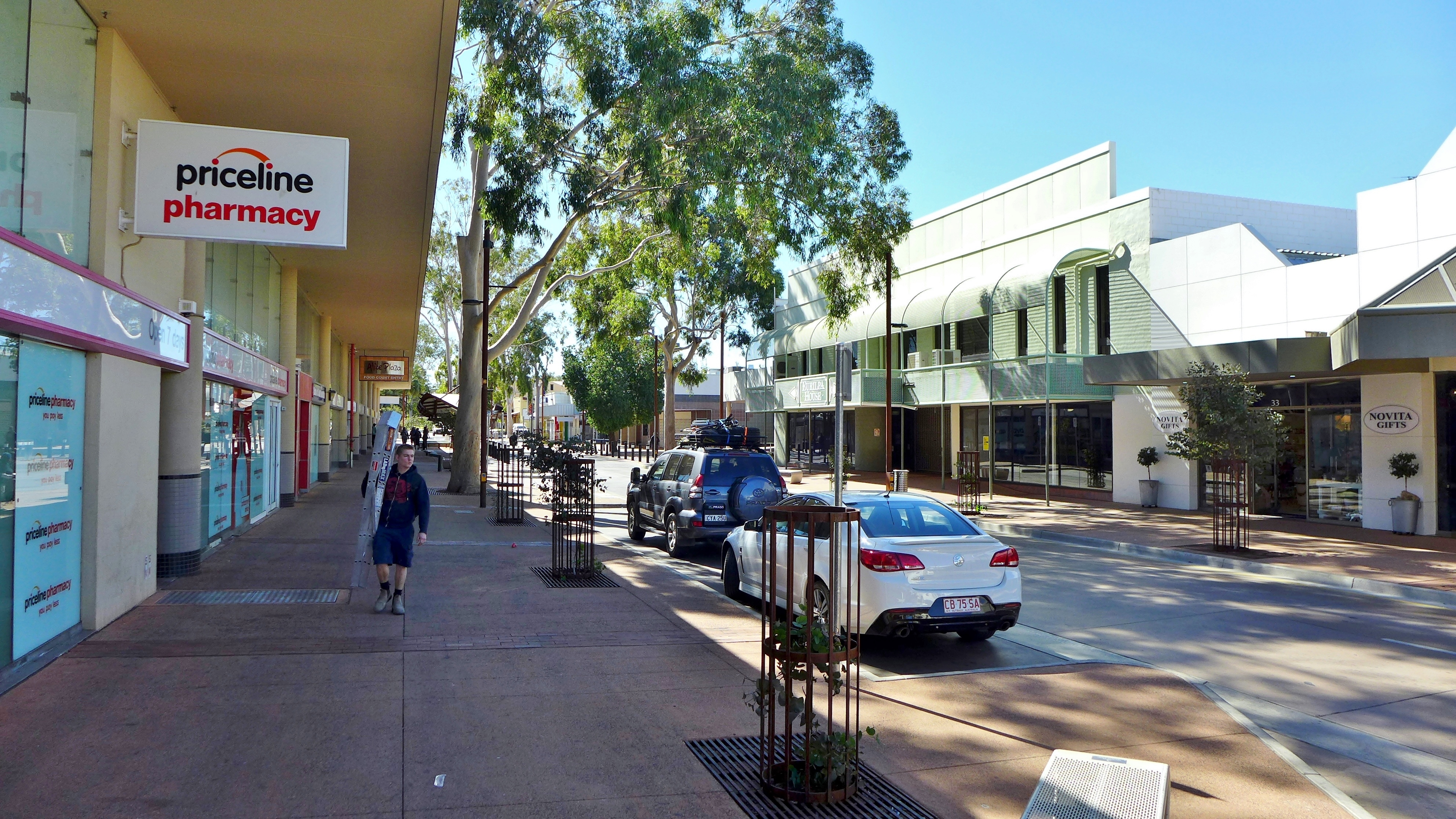
アリススプリングス
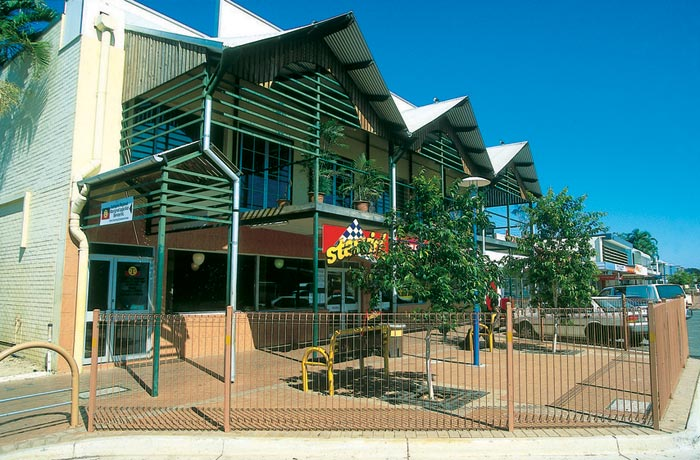
キャサリン
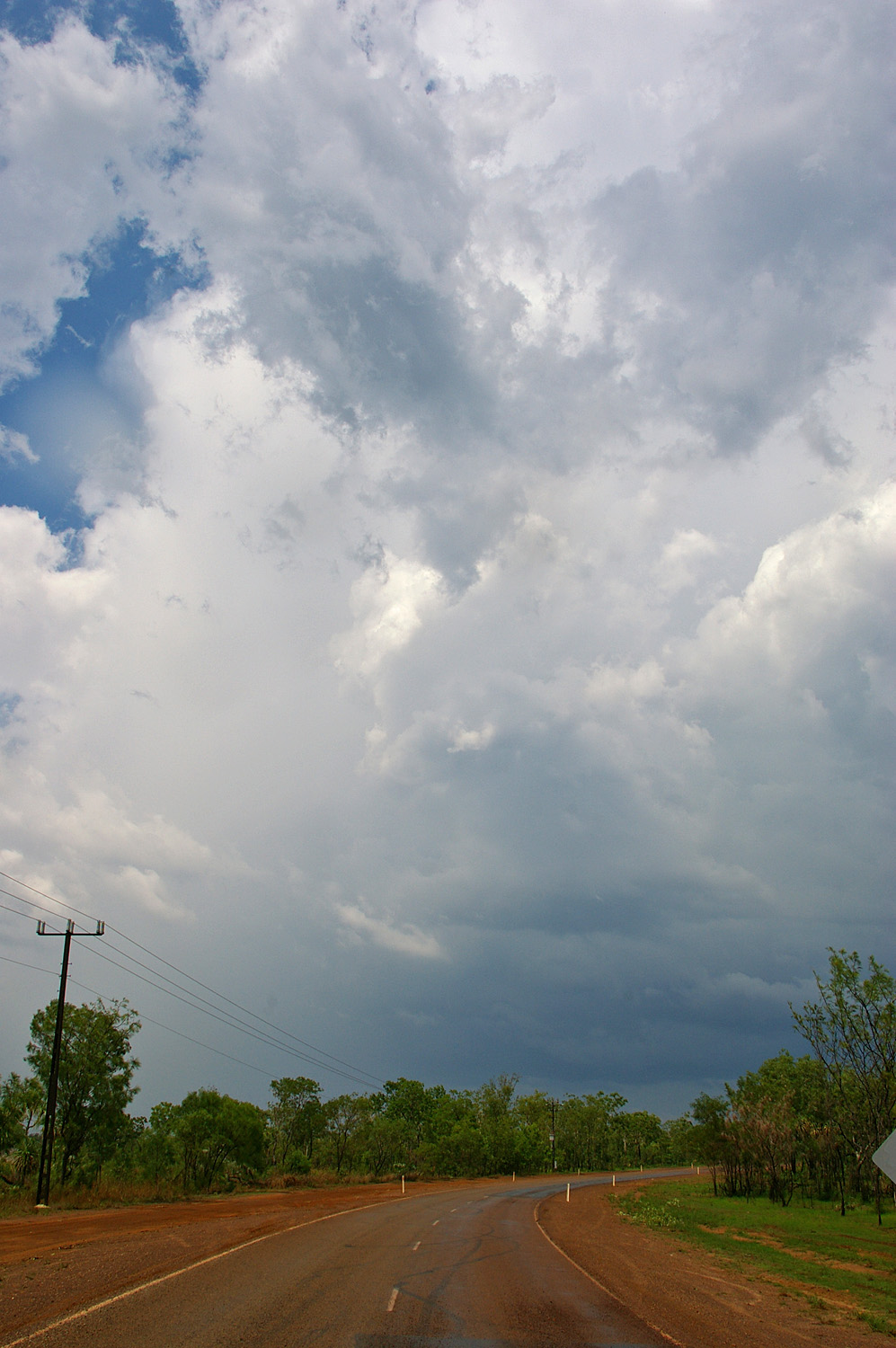
ハワードスプリングス（英語版）

## 経済
マンガン鉱石やボーキサイト、鉄鉱石の採鉱といった鉱業が中心である。農業は連邦政府の助成を受けて牧畜が細々と行われている程度である。

## 教育
- チャールズダーウィン大学（Charles Darwin University, CDU）

## 世界遺産
- カカドゥ国立公園（1981年、複合遺産）
- ウルルカタ・ジュタ国立公園（1987年、複合遺産）
  - ウルル（エアーズロック）
  - カタ・ジュタ（オルガ山）